# روبرت إيسكوف
روبرت إيسكوف (بالإنجليزية: Robert Iscove)‏ (و. 1947  م) هو مخرج أفلام، ومنتج أفلام، ومصمم رقص، ومنتج تلفزيوني كندي، ولد في تورونتو.

## وصلات خارجية
- روبرت إيسكوف في قاعدة بيانات الأفلام على الإنترنت
- روبرت إيسكوف  على موقع أول موفي